# Castel Rosenberg
Castel Rosenberg (Schloss Rosenberg in tedesco) si trova nel comune austriaco di Zell am See nell'omonimo distretto appartenente al Land Salisburghese e la sua storia inizia nel XVI secolo.

## Storia

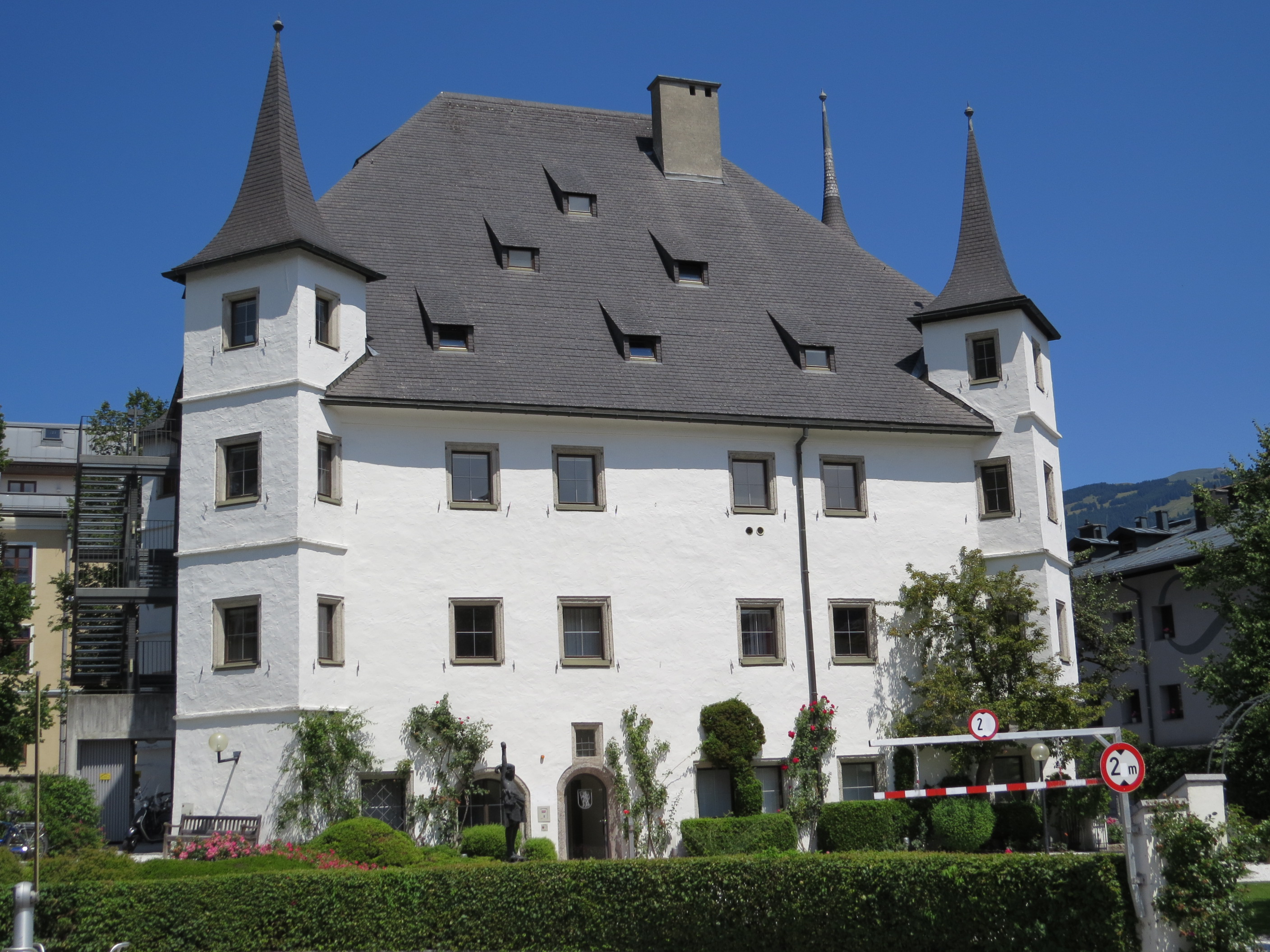
Facciata laterale

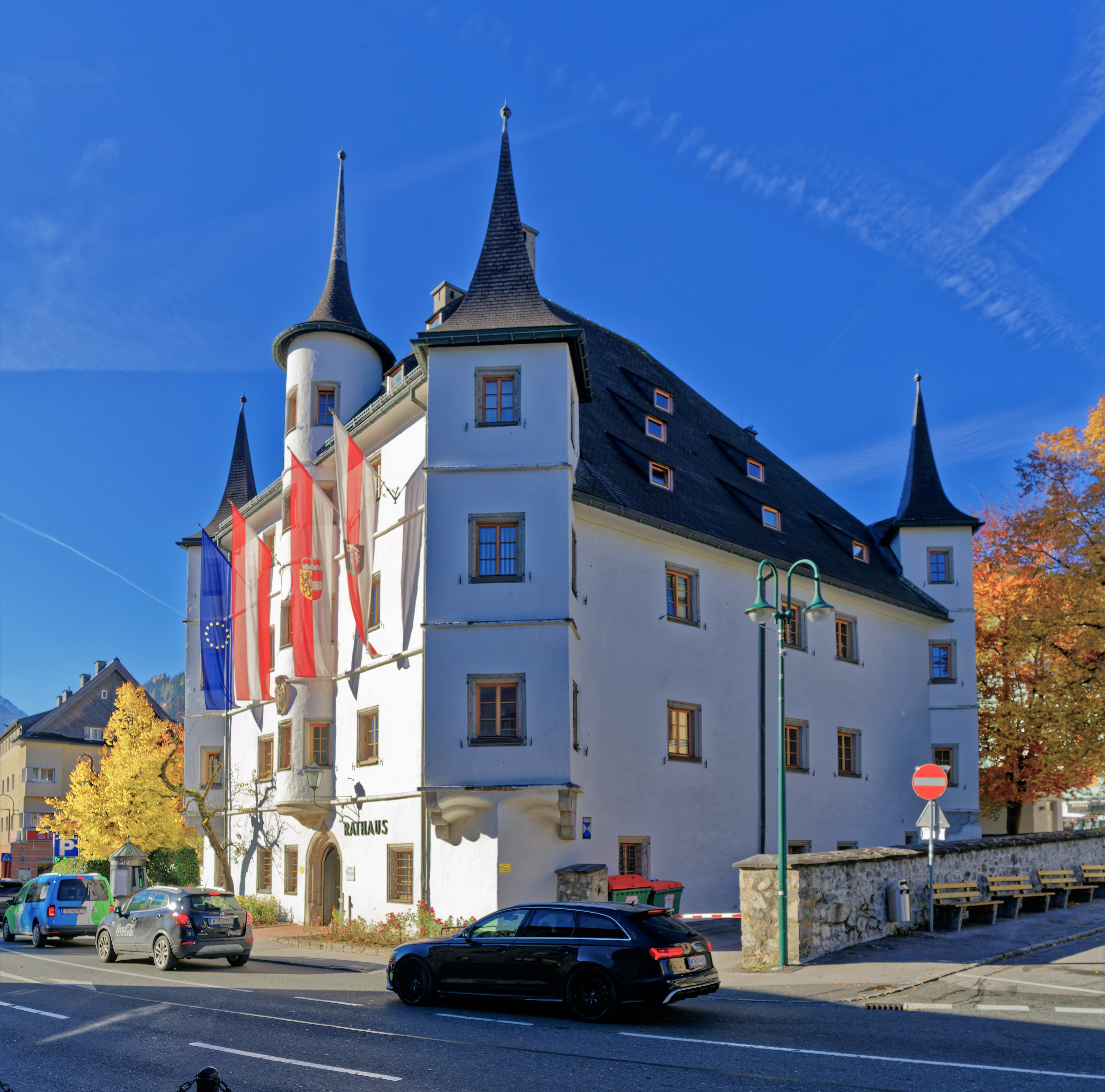
Vista con torretta angolare con parte dell'antico muro di cinta

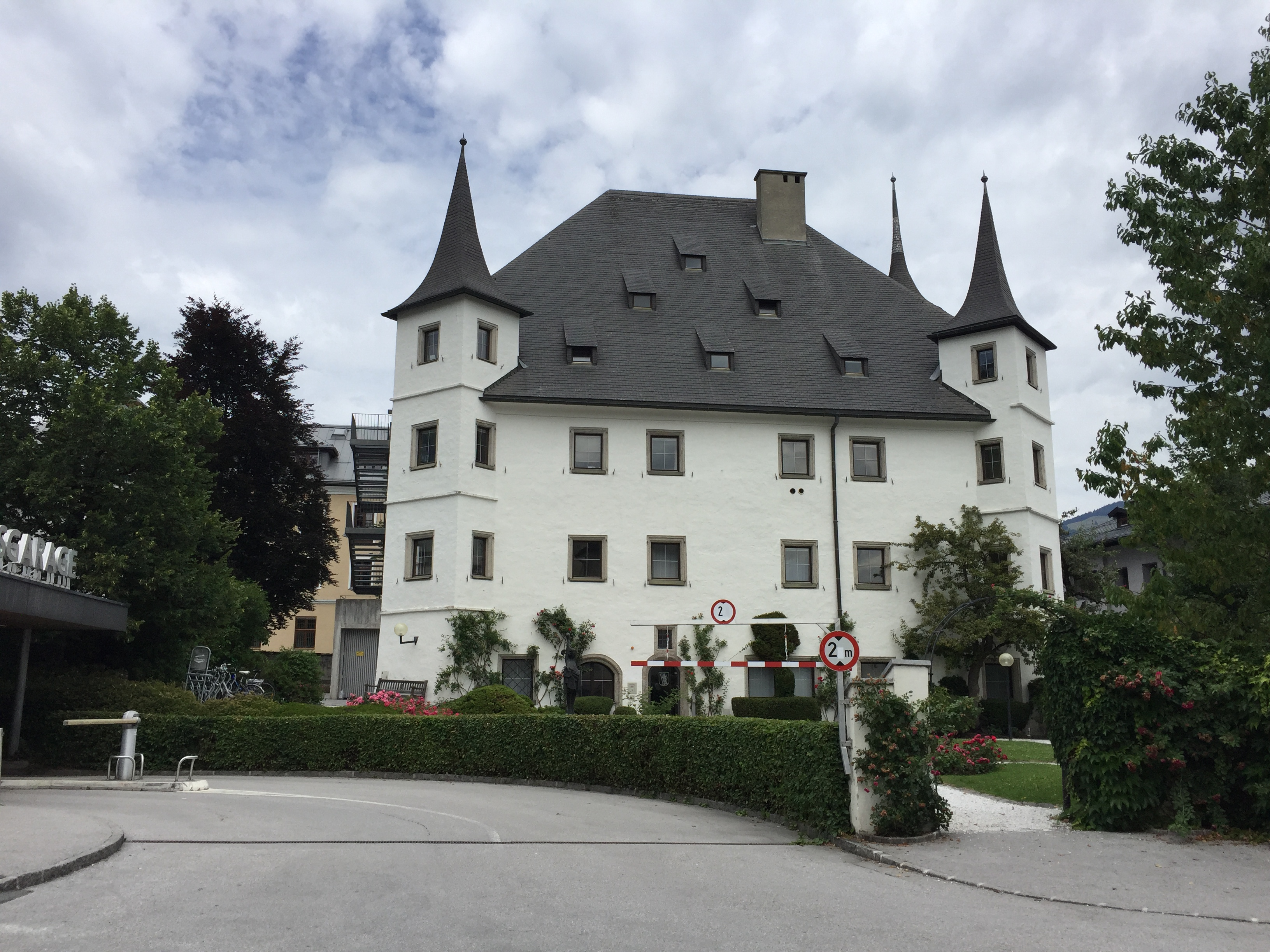
Facciata posteriore con giardini

Nel 1577 i fratelli Karl e Hans Rosenberger acquistarono il sito da Balthasar Egger di Zell, che lo aveva come suo feudo e vi produceva vino. I Rosenberg erano commercianti in Tirolo e a Salisburgo e furono loro a far iniziare la costruzione del castello in stile rinascimentale che ci è pervenuto. Presto nacquero problemi con il comune di Zell poiché il nuovo edificio restringeva la strada che passava accanto al palazzo. La controversia durò due anni sino a quando i Rosenberg decisero di deviare a spese loro la strada. Il signore locale in quegli anni era il vescovo di Chiemsee Ernesto di Baviera. Nel 1583 i lavori furono completati e nel 1640 i Rosenberg, che nel frattempo si erano venuti a trovare con difficoltà economiche, vendettero la proprietà al barone Karl Kuen von Belasi. Nel 1670 il barone Georg Dietrich Kuen zu Kammer, che apparteneva ad un altro ramo della famiglia, acquistò il castello. Succedettero poi altri proprietari, nel 1716 fu venduto a Joseph Anton Jud e a questi seguirono ricchi borghesi come birrai e locandieri. Durante questo periodo il castello non fu ben mantenuto e fu più volte modificato senza particolare rispetto per la sua struttura originale. Nel 1759 il castello passò al collegio di Hirzbach. In seguito entrò in possesso dell'arcidiocesi di Salisburgo e poi, dopo la secolarizzazione del XIX secolo, all'erario imperiale. Divenne sede di varie istituzioni pubbliche sino al XX secolo e qui fu ospitata prima l'amministrazione mineraria e poi quella forestale. Fino al 1903 nel palazzo vi si trovava anche il tribunale distrettuale. Dal 1970 la residenza, dopo essere stata ristrutturata ed entrata nelle proprietà del comune di Zell am See che l'ha acquistata dalle Foreste Federali Austriache, è divenuta la sede del municipio cittadino, il Rathaus in tedesco.

## Descrizione
Il castello si trova nel centro del comune austriaco di Zell am See nell'omonimo distretto appartenente al Land Salisburghese. Rappresenta il tipico castello della zona di Salisburgo della seconda metà del XVI secolo. Ha pianta quadrata senza cortile interno. L'edificio si dispone su tre piani ed è caratterizzato dalla torrette poste ai suoi quattro angoli con coperture a forma di piramidi affusolate e ricoperte con scandole. Il tetto della parte centrale è a padiglione in stile tardogotico e in quella parte dell'edificio sono sistemati uffici e archivi. La facciata principale, dal primo piano in poi, è caratterizzata da una torre semicircolare rialzata sporgente con tre finestre per piano ed ha il tetto a cono coperto con scandole come tutto il resto della struttura. Su questa torre si trova lo stemma in marmo bianco del comune di Zell am See che vi è stato posto nel 1973. L'ingresso principale si trovava sulla facciata laterale a est con un portale ad arco che permette l'accesso al salone mentre in tempi recenti l'ingresso maggiormente utilizzato si trova sul lato nord perché è posto sulla strada principale. Ai piani ha un ampio corridoio centrale dal quale si accede agli uffici e le porte habbo cornici in pietra smussata. Si conservano due notevoli ante intarsiate del 1700 circa. All'interno dell'edificio è presente una sala di cerimonia utilizzata per i matrimoni. La struttura ha un giardino e un parco.

### Bene architettonico tutelato
Castel Rosenberg dal 1993 è stato posto sotto tutela dei monumenti da parte della Repubblica austriaca col numero 35827.